# Olympische Sommerspiele 1984/Teilnehmer (Salomonen)
| Gelbes Symbol für Goldmedaillen mit stilisierten Olympischen Ringen | Graues Symbol für Silbermedaillen mit stilisierten Olympischen Ringen | Braundes Symbol für Bronzemedaillen mit stilisierten Olympischen Ringen |
| ------------------------------------------------------------------- | --------------------------------------------------------------------- | ----------------------------------------------------------------------- |
| —                                                                   | —                                                                     | —                                                                       |

Die Salomonen nahmen an den Olympischen Sommerspielen 1984 in Los Angeles, USA, mit einer Delegation von drei Sportlern (allesamt Männer) teil. Es war die erste Teilnahme an Olympischen Spielen für die Salomonen.

## Teilnehmer nach Sportarten

### Gewichtheben
- Leslie Ata
Leichtgewicht: 16. Platz

### Leichtathletik
- Johnson Kere
100 Meter: Vorläufe

- Charlie Oliver
800 Meter: Vorläufe